# Østerbølle Sogn
Østerbølle Sogn er et sogn i Vesthimmerlands Provsti (Viborg Stift).
I 1800-tallet var Østerbølle Sogn anneks til Vesterbølle Sogn. Begge sogne hørte til Rinds Herred i Viborg Amt. Vesterbølle-Østerbølle var én sognekommune, men blev delt i to da Østerbølle blev et bysogn med den voksende stationsby Ålestrup. Ved kommunalreformen i 1970 indgik begge sognekommuner i Ålestrup Kommune, hvis hovedpart inkl. Vesterbølle blev indlemmet i Vesthimmerlands Kommune ved strukturreformen i 2007.
I Østerbølle Sogn ligger Østerbølle Kirke. Aalestrup Kirke er bygget i 1908. Aalestrup Sogn blev udskilt fra Østerbølle Sogn i 1972.
I sognet findes følgende autoriserede stednavne:
- Bygum (bebyggelse, ejerlav)
- Østerbølle (bebyggelse, ejerlav)

## Østerbølle Station
Der har været et trinbræt i Østerbølle fra 1893 til 1999 på Himmerlandsbanerne.
- Ur og Navneskilt ved Østerbølle trinbræt
- Billetsalg ved Østerbølle trinbræt
- Godslager ved Østerbølle trinbræt